# Carlos González Espínola
Carlos Gabriel Gonzalez Espínola (Villarrica, 4 febbraio 1993) è un calciatore paraguaiano, attaccante del Newell's Old Boys.

## Carriera

### Club
Durante la sua carriera ha giocato con numerose squadre di club.

### Nazionale
Ha esordito con la maglia della nazionale paraguaiana nel 2019, nell'amichevole persa contro il Messico per 4-2.
È stato successivamente convocato per la Copa América 2021, manifestazione nella quale ha esordito al primo turno, nella vittoria per 3-1 contro la Bolivia.

## Statistiche

### Cronologia presenze e reti in nazionale
| Cronologia completa delle presenze e delle reti in nazionale ― Paraguay | Cronologia completa delle presenze e delle reti in nazionale ― Paraguay | Cronologia completa delle presenze e delle reti in nazionale ― Paraguay | Cronologia completa delle presenze e delle reti in nazionale ― Paraguay | Cronologia completa delle presenze e delle reti in nazionale ― Paraguay | Cronologia completa delle presenze e delle reti in nazionale ― Paraguay | Cronologia completa delle presenze e delle reti in nazionale ― Paraguay | Cronologia completa delle presenze e delle reti in nazionale ― Paraguay |
| Data                                                                    | Città                                                                   | In casa                                                                 | Risultato                                                               | Ospiti                                                                  | Competizione                                                            | Reti                                                                    | Note                                                                    |
| ----------------------------------------------------------------------- | ----------------------------------------------------------------------- | ----------------------------------------------------------------------- | ----------------------------------------------------------------------- | ----------------------------------------------------------------------- | ----------------------------------------------------------------------- | ----------------------------------------------------------------------- | ----------------------------------------------------------------------- |
| 27-3-2019                                                               | Santa Clara                                                             | Messico                                                                 | 4 – 2                                                                   | Paraguay                                                                | Amichevole                                                              | -                                                                       | 57’                                                                     |
| 14-6-2021                                                               | Goiânia                                                                 | Paraguay                                                                | 3 – 1                                                                   | Bolivia                                                                 | Coppa America 2021 - 1º turno                                           | -                                                                       | 58’                                                                     |
| 22-6-2021                                                               | Brasilia                                                                | Argentina                                                               | 1 – 0                                                                   | Paraguay                                                                | Coppa America 2021 - 1º turno                                           | -                                                                       | 88’                                                                     |
| 24-6-2021                                                               | Brasilia                                                                | Cile                                                                    | 0 – 2                                                                   | Paraguay                                                                | Coppa America 2021 - 1º turno                                           | -                                                                       |                                                                         |
| 28-6-2021                                                               | Rio de Janeiro                                                          | Uruguay                                                                 | 1 – 0                                                                   | Paraguay                                                                | Coppa America 2021 - 1º turno                                           | -                                                                       | 57’                                                                     |
| 2-7-2021                                                                | Goiânia                                                                 | Perù                                                                    | 3 – 3 dts (4 – 3 dtr)                                                   | Paraguay                                                                | Coppa America 2021 - Quarti di finale                                   | -                                                                       | 68’                                                                     |
| 7-10-2021                                                               | Asunción                                                                | Paraguay                                                                | 0 – 0                                                                   | Argentina                                                               | Qual. Mondiali 2022                                                     | -                                                                       | 46’                                                                     |
| 10-10-2021                                                              | Santiago del Cile                                                       | Cile                                                                    | 2 – 0                                                                   | Paraguay                                                                | Qual. Mondiali 2022                                                     | -                                                                       | 65’                                                                     |
| 13-10-2021                                                              | La Paz                                                                  | Bolivia                                                                 | 4 – 0                                                                   | Paraguay                                                                | Qual. Mondiali 2022                                                     | -                                                                       | 61’                                                                     |
| 11-11-2021                                                              | Asunción                                                                | Paraguay                                                                | 0 – 1                                                                   | Cile                                                                    | Qual. Mondiali 2022                                                     | -                                                                       | 46’                                                                     |
| 16-11-2021                                                              | Barranquilla                                                            | Colombia                                                                | 0 – 0                                                                   | Paraguay                                                                | Qual. Mondiali 2022                                                     | -                                                                       |                                                                         |
| 27-1-2022                                                               | Asunción                                                                | Paraguay                                                                | 0 – 1                                                                   | Uruguay                                                                 | Qual. Mondiali 2022                                                     | -                                                                       |                                                                         |
| 1-2-2022                                                                | Belo Horizonte                                                          | Brasile                                                                 | 4 – 0                                                                   | Paraguay                                                                | Qual. Mondiali 2022                                                     | -                                                                       | 69’                                                                     |
| 31-8-2022                                                               | Atlanta                                                                 | Messico                                                                 | 0 – 1                                                                   | Paraguay                                                                | Amichevole                                                              | -                                                                       | 61’                                                                     |
| 7-9-2023                                                                | Ciudad del Este                                                         | Paraguay                                                                | 0 – 0                                                                   | Perù                                                                    | Qual. Mondiali 2026                                                     | -                                                                       | 78’                                                                     |
| 12-9-2023                                                               | Maturín                                                                 | Venezuela                                                               | 1 – 0                                                                   | Paraguay                                                                | Qual. Mondiali 2026                                                     | -                                                                       | 59’ 75’                                                                 |
| Totale                                                                  |                                                                         | Presenze                                                                | 16                                                                      |                                                                         | Reti                                                                    | 0                                                                       |                                                                         |